# Gloria Swanson
Gloria Swanson (født 27. marts 1899, død 4. april 1983) var en amerikansk filmskuespiller. 

## Opvækst
Født Gloria May Josephine Svensson på en militærbase i San Juan, Puerto Rico til en svensk-amerikansk far. Hun voksede op i Chicago og Key West.

## Karriere
Hun fik sin filmdebut i 1915, som statist i The Fable of Elvira and Farina and the Meal Ticket. Samme år spillede hun med i The Ambition of the Baron, men allerede det følgende år var hun en stjerne, i A Dash of Courage. Hun spillede med i mange Mack Sennett slapstick-komedier. Men i 1919 skrev hun kontrakt med Cecil B. DeMille, som gjorde hende til hovedrolleindehaver i en række romantiske film. Hun spillede med i stumfilmen Beyond the Rocks, fra 1922, med Rudolph Valentino.
Filmen Queen Kelly fra 1929, blev instrueret af Erich von Stroheim og produceret af Joseph P. Kennedy, Sr., far til den senere præsident i USA John F. Kennedy. Rygter sagde at hun også privat var sammen med den ældre Kennedy på det tidspunkt.

## Oscar-nomineringer
- 1951 – Bedste kvindelige hovedrolle – Sunset Boulevard
- 1930 – Bedste kvindelige hovedrolle – Gabestokken (The Trespasser)
- 1929 – Bedste kvindelige hovedrolle – Sadie Thompson

## Ægteskaber
Hun blev gift seks gange og fik to døtre og adopterede en tredje
1. Skuespiller Wallace Beery i 1916. de blev skilt i 1919.
2. Herbert K. Somborn, ejeren af the Brown Derby restaurant, i 1919. Deres datter Gloria blev født i 1920. De blev skilt i 1923.
3. Den franske aristokrat, Marquis Henry de la Falaise, i 1925. Dette ægteskab endte i en skilsmisse i 1930.
4. Michael Farmer i 1931. De fik en datter sammen – Michelle Bridget Farmer – men endte i en skilsmisse i 1934.
5. William N. Davy i 1945. De blev skilt i 1946.
6. Swansons sidste ægteskab var med William Dufty (forfatter af Lady Sings the Blues i 1976).

## Galleri
- Gloria Swanson (1921)
- Gloria Swanson